# Schjellerup (Mondkrater)
Schjellerup ist ein Einschlagkrater auf der Mondrückseite.
Der Krater Schjellerup liegt im Norden der erdabgewandten Seite, im Gebiet zwischen den vier größeren Kratern Karpinskiy im Nordosten, Seares im Nordwesten, Gamow im Südwesten und Avogadro im Südosten. 
Der Krater ist sehr gut erhalten, lediglich auf dem nördlichen Kraterrand findet sich ein kleinerer schüsselförmiger Einschlagkrater. Das Kraterinnere ist vergleichsweise eben mit kleineren Erhebungen zur Kratermitte hin.
Zwischen dem Kraterwall, der terrassiert nach innen abfällt, und dem Kraterboden liegt ein Höhenunterschied von zirka 3,62 km.
Die Entstehungszeit des Kraters fällt in die spät-imbrische Periode.
Schjellerup hat vier Nebenkrater:
| Buchstabe | Position            | Durchmesser | Link |
| --------- | ------------------- | ----------- | ---- |
| H         | 67,96° N, 168,22° O | 23 km       |      |
| J         | 67,52° N, 163,19° O | 44 km       |      |
| N         | 66,14° N, 156,65° O | 31 km       |      |
| R         | 68,61° N, 151,5° O  | 50 km       |      |

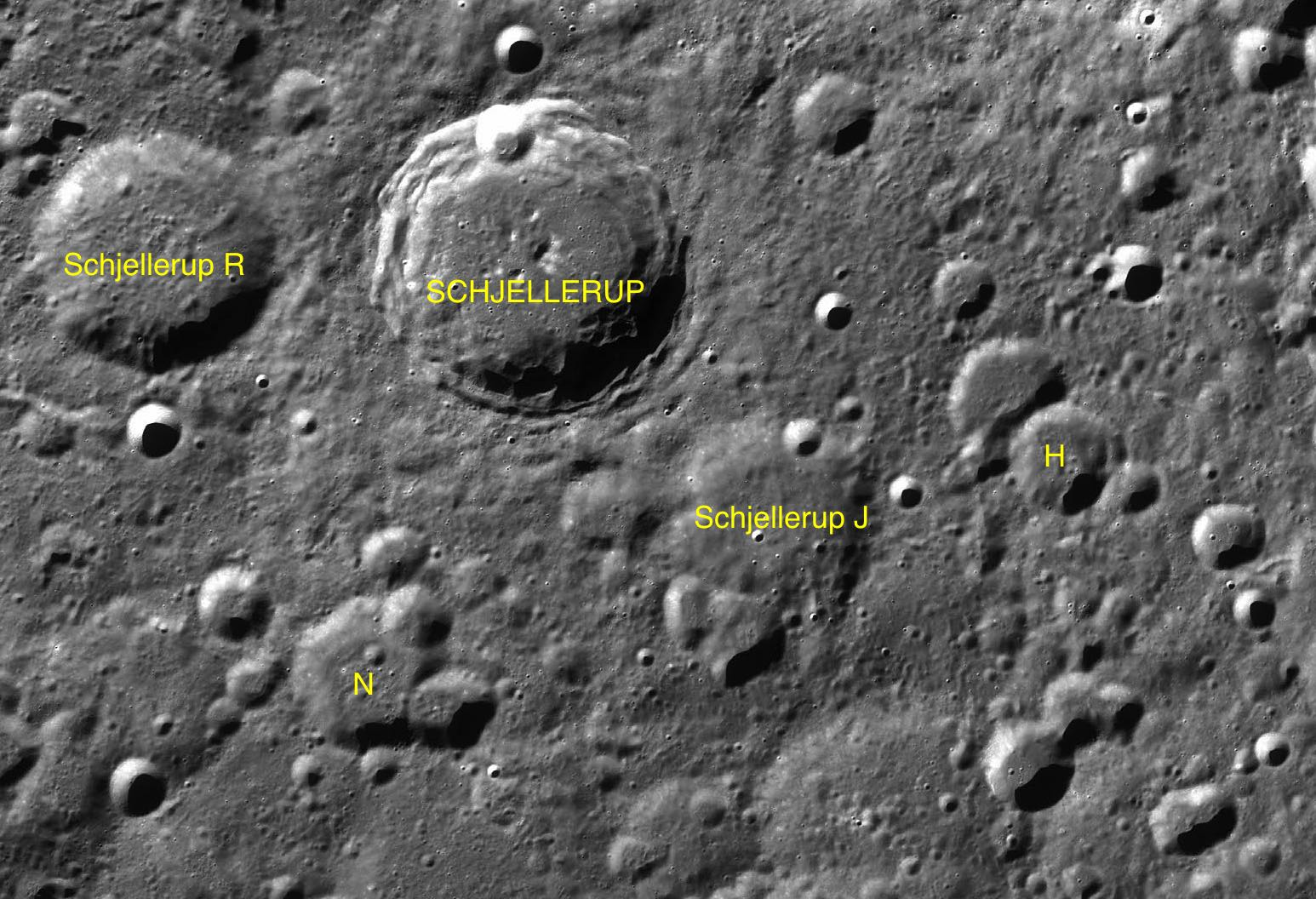
Schjellerup mit seinen Nebenkratern

Der Krater wurde 1970 von der IAU offiziell nach dem dänischen Astronomen Hans Schjellerup benannt.